# Encinares de los ríos Adaja y Voltoya
Encinares de los ríos Adaja y Voltoya este o arie protejată (arie specială de conservare — SAC, sit de importanță comunitară — SCI) din Spania întinsă pe o suprafață de 23.059,16 ha, integral pe uscat.

## Localizare
Centrul sitului Encinares de los ríos Adaja y Voltoya este situat la coordonatele 40°45′00″N 4°37′38″W / 40.7499°N 4.6272°V.

## Înființare
Situl Encinares de los ríos Adaja y Voltoya a fost declarat sit de importanță comunitară în august 2000 pentru a proteja 9 specii de animale. Situl a fost protejat și ca arie specială de conservare în septembrie 2015.

## Biodiversitate
Situată în ecoregiunea mediteraneană, aria protejată conține 16 habitate naturale: Iazuri temporare mediteraneene, Pășuni mediteraneene udate de apa mării (Juncetalia maritimi), Fânețe de joasă altitudine (Alopecurus pratensis, Sanguisorba officinalis), Roci stâncoase cu vegetație pionieră de Sedo-Scleranthion sau Sedo albi-Veronicion dillenii, Păduri de pin mediteraneene cu pini mezogeni endemici, Pajiști umede mediteraneene cu ierburi înalte de Molinio-Holoschoenion, Păduri termofile cu Fraxinus angustifolia, Lande oro-mediteraneene cu formațiuni endemice de grozamă, Cursuri de apă de la nivel de câmpie la nivel montan, cu vegetație Ranunculion fluitantis și Callitricho-Batrachion, Pante stâncoase silicioase cu vegetație casmofită, Galerii de Salix alba și de Populus alba, Dehesas cu Quercus spp. perene, Lacuri eutrofice naturale cu vegetație de tip Magnopotamion sau Hydrocharition, Pseudostepă cu ierburi și specii anuale de Thero-Brachypodietea, Păduri de Quercus ilex și Quercus rotundifolia, Liziere de ierburi înalte hidrofile de câmpie și de nivel montan până la alpin.
La baza desemnării sitului se află mai multe specii protejate:
- amfibieni (1): Discoglossus galganoi
- mamifere (4): lupul (Canis lupus), Galemys pyrenaicus, vidră de râu (Lutra lutra), Microtus cabrerae
- pești (4): Achondrostoma arcasii, Cobitis calderoni, Pseudochondrostoma duriense, Rutilus alburnoides

Pe lângă speciile protejate, pe teritoriul sitului au mai fost identificate 3 specii de plante, 6 specii de amfibieni, 9 specii de mamifere, 1 specie de nevertebrate, 2 specii de pești, 1 specie de reptile.